# فهرست قنات‌های شهرستان بروجن
جدول زیر براساس آمار وزارت جهاد کشاورزی تهیه شده‌است. فهرست زیر قنات‌های شهرستان بروجن در استان چهارمحال و بختیاری را نشان می‌دهد.
| نام قنات          | موقعیت                   | نزدیک‌ترین روستا | طول قنات (متر) | تعداد میله چاه | عمق مادر چاه | دبی (لیتر بر ثانیه) | سطح زیر کشت (هکتار) |
| ----------------- | ------------------------ | --------------- | -------------- | -------------- | ------------ | ------------------- | ------------------- |
| آسیاب             | بخش گندمان شهرستان بروجن | عمورا           | ۳۵۰            | ۱۴             | ۸            | ۱۵                  | ۳۰                  |
| اسدآباد           | بخش مرکزی شهرستان بروجن  | سفیددشت         | ۶۰۰۰           | ۲۰۰            | ۲۵           | ۵                   | ۰                   |
| بیدقطار           | بخش گندمان شهرستان بروجن | کردشاهی         | ۸۰۰            | ۳۰             | ۳۵           | ۳۰                  | ۱۲۰                 |
| جرمیته            | بخش گندمان شهرستان بروجن | جرمیته          | ۳۰۰            | ۲۰             | ۲۲           | ۱۵                  | ۹۵                  |
| جعفرآباد          | بخش مرکزی شهرستان بروجن  | سفیددشت         | ۳۵۰۰           | ۱۷۵            | ۱۴           | ۶                   | ۰                   |
| حسن بزی           | بخش مرکزی شهرستان بروجن  | بروجن           | ۶۵۰            | ۳۲             | ۱۴           | ۴                   | ۴۰۰                 |
| حسن بیگی          | بخش مرکزی شهرستان بروجن  | نقطه            | ۱۰۰۰           | ۵۰             | ۱۵           | ۵۰                  | ۰                   |
| حسین‌آباد          | بخش گندمان شهرستان بروجن | حسین‌آباد        | ۱۰۰            | ۲۰             | ۱۵           | ۴۰                  | ۱۰۰                 |
| حسین‌آباد          | بخش مرکزی شهرستان بروجن  | سفیددشت         | ۳۰۰۰           | ۱۵۰            | ۱۸           | ۴                   | ۰                   |
| حمام              | بخش گندمان شهرستان بروجن | عمورا           | ۲۰۰            | ۱۰             | ۱۰           | ۰                   | ۳۰                  |
| حیدربک            | بخش گندمان شهرستان بروجن | گلوگرد          | ۱۰۰            | ۳              | ۵            | ۷۰                  | ۱۵۰                 |
| خافی              | بخش گندمان شهرستان بروجن | عمورا           | ۲۰۰۰           | ۵۴             | ۳۰           | ۴۰                  | ۰                   |
| خوکناه علیلو سفلی | بخش مرکزی شهرستان بروجن  | بروجن           | ۷۰۰            | ۶۰             | ۱۴           | ۳                   | ۶۰                  |
| درمنی             | بخش گندمان شهرستان بروجن | عمورا           | ۱۶۰۰           | ۴۳             | ۱۷           | ۱۰                  | ۰                   |
| دره زیره          | بخش مرکزی شهرستان بروجن  | فنسته           | ۳۴۰            | ۱۷             | ۱۰           | ۲۵                  | ۰                   |
| دره غوضی          | بخش گندمان شهرستان بروجن | دوراهان         | ۱۵۰            | ۱۲             | ۲۲           | ۱۲                  | ۵                   |
| دره قنات          | بخش گندمان شهرستان بروجن | دوراهان         | ۲۴۰            | ۱۳             | ۲۵           | ۱۰                  | ۶                   |
| ده علی            | بخش گندمان شهرستان بروجن | ده علی          | ۵۰             | ۶              | ۵            | ۱۲                  | ۱۰                  |
| ده قوت            | بخش گندمان شهرستان بروجن | ده قوت          | ۲۰۰            | ۱۰             | ۱۲           | ۱۵                  | ۴۵                  |
| دوهک              | بخش گندمان شهرستان بروجن | مناجان          | ۷۶             | ۳۴             | ۲۵           | ۲۵                  | ۹۰                  |
| رئیس طاهر         | بخش مرکزی شهرستان بروجن  | بروجن           | ۱۷۰            | ۱۱             | ۲۵           | ۵                   | ۶۰                  |
| زورآباد           | بخش مرکزی شهرستان بروجن  | خراونه          | ۵۰۰            | ۲۵             | ۱۷           | ۳۳                  | ۵۵۰                 |
| زوروه             | بخش گندمان شهرستان بروجن | مناجان          | ۷۵             | ۳۳             | ۲۲           | ۲۰                  | ۹۰                  |
| شادیخوار          | بخش مرکزی شهرستان بروجن  | سفیددشت         | ۳۰۰۰           | ۱۵۰            | ۱۶           | ۱۵                  | ۰                   |
| صحراده            | بخش مرکزی شهرستان بروجن  | بروجن           | ۸۰۰            | ۴۰             | ۱۵           | ۸                   | ۷۰                  |
| طهماسب‌آباد        | بخش مرکزی شهرستان بروجن  | فرارنه          | ۲۰۰            | ۱۰             | ۱۶           | ۳                   | ۰                   |
| عرب شوره          | بخش مرکزی شهرستان بروجن  | فرارنه          | ۷۰۰            | ۳۵             | ۱۸۰          | ۳                   | ۰                   |
| عطامکه            | بخش مرکزی شهرستان بروجن  | اسلام‌آباد       | ۴۰۰            | ۲۰             | ۱۲           | ۳۰                  | ۰                   |
| علی‌آباد           | بخش مرکزی شهرستان بروجن  | فرارنه          | ۲۰۰            | ۱۰             | ۱۶           | ۳                   | ۰                   |
| قریه              | بخش مرکزی شهرستان بروجن  | سفیددشت         | ۳۵۰۰           | ۱۲۵            | ۱۷           | ۵                   | ۰                   |
| قلبی بک           | بخش گندمان شهرستان بروجن | کلبریک          | ۲۷۰            | ۷              | ۱۲           | ۳۰                  | ۵۰                  |
| قلعه کهر          | بخش گندمان شهرستان بروجن | عمورا           | ۱۵۰۰           | ۳۴             | ۲۲           | ۰                   | ۵۰                  |
| قنات قریه         | بخش مرکزی شهرستان بروجن  | نقطه            | ۴۰۰            | ۲۰             | ۱۲           | ۲۵                  | ۰                   |
| قنات پایین        | بخش گندمان شهرستان بروجن | کردشاهی         | ۲۰۰            | ۲۸             | ۳            | ۵                   | ۵۰                  |
| قنداب علیا        | بخش مرکزی شهرستان بروجن  | فرارنه          | ۷۰۰            | ۳۵             | ۱۶           | ۶                   | ۰                   |
| له دراز           | بخش گندمان شهرستان بروجن | له دراز         | ۵۰             | ۱۶             | ۱۰           | ۸                   | ۱۰                  |
| مرجن              | بخش مرکزی شهرستان بروجن  | بروجن           | ۲۰۰            | ۹              | ۲۰           | ۴                   | ۵۰                  |
| مرغک              | بخش گندمان شهرستان بروجن | عمورا           | ۱۰۰۰           | ۲۵             | ۱۲           | ۲۰                  | ۲۴                  |
| مصرآباد           | بخش مرکزی شهرستان بروجن  | فرارنه          | ۳۰۰            | ۱۵             | ۱۷           | ۴                   | ۰                   |
| ملا               | بخش گندمان شهرستان بروجن | دوراهان         | ۱۳۰            | ۱۱             | ۱۵           | ۱۶                  | ۸                   |
| نورآباد           | بخش مرکزی شهرستان بروجن  | فرارنه          | ۹۰۰            | ۴۵             | ۱۸           | ۴                   | ۰                   |
| نوشاد             | بخش گندمان شهرستان بروجن | سولیجان         | ۴۰۰            | ۱۵             | ۱۵           | ۱۵                  | ۳۰                  |
| چاه نگهدار        | بخش مرکزی شهرستان بروجن  | بروجن           | ۱۵۰            | ۸              | ۱۹           | ۳                   | ۷۰                  |
| چشمه سفید         | بخش گندمان شهرستان بروجن | اقبلاغ          | ۷۰۰            | ۳۰             | ۰            | ۱۰                  | ۴۰                  |
| چشمه علی          | بخش گندمان شهرستان بروجن | چشمه علی        | ۴۰۰            | ۰              | ۸            | ۱۰                  | ۲۰                  |
| چغارکی            | بخش مرکزی شهرستان بروجن  | بروجن           | ۷۰۰            | ۳۵             | ۱۷           | ۷                   | ۶۰۰                 |
| چهارجوبی          | بخش مرکزی شهرستان بروجن  | نقطه            | ۵۰۰            | ۲۵             | ۱۴           | ۲۵                  | ۰                   |
| کتک امام خمینی    | بخش مرکزی شهرستان بروجن  | امام خمینی      | ۶۰۰            | ۳۰             | ۱۰           | ۴۰                  | ۶۰                  |
| گروجلال           | بخش مرکزی شهرستان بروجن  | نقطه            | ۳۰۰            | ۱۵             | ۱۶           | ۱۰                  | ۰                   |
| گندمان            | بخش گندمان شهرستان بروجن | گندمان          | ۹۰۰            | ۹۰             | ۶            | ۳۰                  | ۴۰                  |